# Rajd Antibes 2011
Rajd Antibes 2011 (46. Rallye d'Antibes - Côte d’Azur) – 46 edycja rajdu samochodowego Rajd Antibes rozgrywanego we Francji. Rozgrywany był od 14 do 16 października 2011 roku. Była to dziesiąta runda Rajdowych Mistrzostw Europy w roku 2011. Składał się z 14 odcinków specjalnych.

## Klasyfikacja rajdu
| Miejsce                | Kierowca               | Pilot                    | Samochód                       | Czas                   | Strata                 |
| Klasyfikacja generalna | Klasyfikacja generalna | Klasyfikacja generalna   | Klasyfikacja generalna         | Klasyfikacja generalna | Klasyfikacja generalna |
| ---------------------- | ---------------------- | ------------------------ | ------------------------------ | ---------------------- | ---------------------- |
| 1.                     | Rossetti Luca          | Matteo Chiarcossi        | Fiat Abarth Grande Punto S2000 | 2:56:38.1              | 0.0                    |
| 2.                     | Luca Betti             | Maurizio Barone          | Peugeot 207 S2000              | 2:57:01.7              | +23.6                  |
| 3.                     | Maciej Oleksowicz      | Andrzej Obrębowski       | Ford Fiesta S2000              | 3:03:01.1              | +6:23.0                |
| 4.                     | Antonín Tlusťák        | Jan Škaloud              | Škoda Fabia S2000              | 3:03:53.9              | +7:15.8                |
| 5.                     | Robert Lassauge        | Jonathan Boueri          | Peugeot 207 S2000              | 3:04:03.8              | +7:25.7                |
| 6.                     | Michel Boetti          | Valérie Monnier          | Peugeot 207 S2000              | 3:07:54.8              | +11:16.7               |
| 7.                     | Franck Lions           | Benjamin Veillas         | Mitsubishi Lancer Evo X        | 3:07:56.6              | +11:18.5               |
| 8.                     | Lorenzo Fabiani        | Edoardo Paganelli        | Renault Clio S1600             | 3:16:56.2              | +20:18.1               |
| 9.                     | Francesco Baldo        | Paolo Pagliuca           | Citroën C2 R2 Max              | 3:18:45.8              | +22:07.7               |
| 10.                    | Bruno Riberi           | Florian Haut-Labourdette | Peugeot 207 RC R3T             | 3:19:54.1              | +23:16.0               |
| Klasyfikacja ERC       |                        |                          |                                |                        |                        |
| 1. (1.)                | Rossetti Luca          | Matteo Chiarcossi        | Fiat Abarth Grande Punto S2000 | 2:56:38.1              | 0.0                    |
| 2. (2.)                | Luca Betti             | Maurizio Barone          | Peugeot 207 S2000              | 2:57:01.7              | +23.6                  |
| 3. (3.)                | Maciej Oleksowicz      | Andrzej Obrębowski       | Ford Fiesta S2000              | 3:03:01.1              | +6:23.0                |
| 4. (4.)                | Antonín Tlusťák        | Jan Škaloud              | Škoda Fabia S2000              | 3:03:53.9              | +7:15.8                |
| 5. (13.)               | Rok Turk               | Enej Ložnar              | Peugeot 207 RC R3T             | 3:22:56.9              | +26:18.8               |
| 6. (17.)               | Giovanni Vergnano      | Marco Argentin           | Fiat 500 Abarth R3T            | 3:27:08.9              | +30:30.8               |